# طوني هنتر
طوني هنتر (بالإنجليزية: Tony Hunter) هو لاعب كرة قدم أمريكية أمريكي، ولد في 22 مايو 1960 في سينسيناتي في الولايات المتحدة.

## وصلات خارجية
- طوني هنتر على موقع مرجع كرة القدم المحترفة.كوم (الإنجليزية)